# Gymnothorax phasmatodes
Gymnothorax phasmatodes és una espècie de peix de la família dels murènids i de l'ordre dels anguil·liformes.

## Morfologia
Els mascles poden assolir els 46 cm de longitud total.

## Distribució geogràfica
Es troba a Moçambic, Maurici i Oman.